# Liste der Controllinginstrumente
Innerhalb des Controlling werden die verschiedensten Instrumente (auch aus anderen Bereichen der Betriebswirtschaftslehre) genutzt.

## Operatives Controlling
Das operative Controlling dient der Sicherung der Liquidität eines Unternehmens. Es ist daher etwas kurzfristiger angelegt als das strategische Controlling. Es betrachtet die Faktoren Erlöse, Kosten, Zeit und Qualität.

### Kostenmanagement
Objekte der operativen Istkostenverrechnung und Planung
- Kostenartenrechnung
- Kostenstellenrechnung
- Kostenträgerrechnung
- Prozesskostenrechnung
- Steuerung durch Verrechnungspreise

Verfahren zum Soll-/Istvergleich und Verhaltenssteuerung
- Vorkalkulation
- Nachkalkulation
- Abweichungsanalyse
- Erwartungsrechnung
- Ermittlung von Preisgrenzen
- Berichtswesen
- Plankostenrechnung

Spezifisch differenzierte Sichtweisen sind
- Life Cycle Costing
- Gemeinkostenwertanalyse
- Fixkostenmanagement
- Zero Base Budgeting
- Break-Even-Analyse
- Zielkostenrechnung, Target Costing mit Success Resource Deployment
- Wertanalyse
- Funktionskostenanalyse

- Produktionsprogrammplanung
- Materialflusskostenrechnung

### Ertrags- und Deckungsbeitragsmanagement
In der Ertragsrechnung werden die Erlöse nach Produkten, Organisationseinheiten, und Kundensegmenten registriert.
Aus der Kostenrechnung werden die zugehörigen Gemeinkosten mittels Leistungsverrechnung, Umlagen,
Gemeinkostenzuschlagssätze oder Prozesskostenrechnung auf den kostentragenden Ergebnisobjekten zusammengeführt.
- Kostenträgerrechnung
- Ergebnisrechnung
- Profitcenterrechnung
- Projektkostenrechnung

### Investitionsmanagement
- Investitionsrechnung
- Total Cost of Ownership
- Vollständige Finanzpläne (VoFi) und deren Erweiterungen
- Kosten-Zeit-Modell

### Qualitätsmanagement
- Qualitätshaus (house of quality)
- FMEA
- Quality Function Deployment
- statistische Prozessregelung
- Success Resource Deployment

### Zeitmanagement
- Half-Life-Konzept
- Wertzuwachskurve
- Zeitkostenrechnung

## Strategisches Controlling
Das strategische Controlling befasst sich vor allem mit der langfristigen Planung und Aufstellung des Unternehmens, weshalb eher der Erfolg bzw. das  Erfolgspotenzial betrachtet werden.

### Die Unternehmensanalyse
Die Unternehmensanalyse untersucht die Stärken und Schwächen des eigenen Unternehmens
- Bilanzanalyse
- Wertschöpfungskette
- BCG-Matrix (Boston-I-Portfolio)
- Produkt-Markt-Matrix (Ansoff-Matrix)
- Gap-Analyse
- Shareholder Value
- Stakeholder Value Ansatz
- Leaning Brick Pile
- Marakon Profitability Matrix
- McKinsey-Portfolio
- Wettbewerbsmatrix
- Technologie-Portfolio-Analyse
- Produktlebenszykluskonzept
- Erfahrungskurvenkonzept
- Traffic-Light-Portfolio

### Die Umfeldanalyse
Die Umfeldanalyse untersucht den Markt und die Wettbewerbssituation, ermittelt Chancen und Risiken
- Strategische Frühaufklärung
- Branchenstrukturanalyse (5-Kräfte-Modell), nach Michael E. Porter
- Industriekostenkurve
- Marktanalyse
- Betriebliches Umweltinformationssystem (BUIS)
- Umweltanalyse
- Risikoanalyse
- Risikomatrix

### Vereinigung von Unternehmens- und Umfeldanalyse
- Balanced Scorecard
- BUIS Betriebliches Umweltinformationssystem
- SWOT-Analyse
- Benchmarking
- Success Resource Deployment
- Wissensbilanz
- Spannungsbilanz im Rahmen der engpasskonzentrierten Strategie
- Sozialbilanz
- Umweltbilanz